# Gekkomat
Gekkomat heißt ein in Deutschland entwickeltes Klettergerät, mit dessen Hilfe ein Mensch an ebenen und gekrümmten, sogar spiegelglatten Oberflächen senkrecht nach oben klettern kann. Benannt wurde das Gerät nach den Geckos, die glatte, senkrechte Wände emporklettern können. 

## Funktionsweise
Der Gekkomat besteht aus vier computergesteuerten, polsterartigen Haft-Effektoren, die wie Saugnäpfe funktionieren und an den Händen und Füßen des Kletterers befestigt werden. Durch die künstliche Erzeugung eines Unterdrucks bleiben die Effektoren an einer Vielzahl von Oberflächen haften. Die bekletterbare Wand oder Decke kann dabei aus rauen und porösen Oberflächen wie Beton, Rauputz, Kalkstein oder Ziegeln wie auch aus glatten Materialien wie Glas oder Blech bestehen. Die Effektoren sind in der Lage, eine Last von bis zu 1600 Kilogramm etwa eine halbe Stunde lang zu tragen.
Erzeugt wird der nötige Unterdruck nach dem Prinzip der Venturi-Düse ähnlich wie bei einer Wasserstrahlpumpe durch Druckluft, die von einem Lufttank geliefert wird. Der Drucklufttank wird rucksackartig auf dem Rücken des Kletterers mittransportiert. Die Druckluft strömt aus dem Lufttank so schnell aus, dass sie die Luft unter den Saugnäpfen mit sich reißt und zwischen Effektor und Wand einen Unterdruck erzeugt. Kommt ein Effektor mit einer Oberfläche in direkten Kontakt, dann haftet er bei eingeschaltetem Gerät mit Hilfe der Computersteuerung automatisch. Der Unterdruck wird während der Kletterpartie konstant durch vier Computer überprüft und angepasst, welche über Leitungen untereinander und mit den Effektoren verbunden sind. Zusätzlich informieren visuelle und akustische Warnsignale den Benutzer über die augenblickliche Gewichtsbelastungsgrenze jedes Effektors.
Beim Klettervorgang wird vom Benutzer des Geräts jeweils nur eine Gliedmaße nach oben bewegt, während er sich gleichzeitig mit den anderen drei Effektoren abstützt. Dadurch entspricht der Bewegungsablauf dem natürlichen Kletterverhalten des Menschen. Die vertikale Fortbewegung erfolgt mit einer Geschwindigkeit von ca. 4 Metern pro Minute.

## Medienwirksame Einsätze des Geräts
Der prominenteste Tester des neuen Klettergeräts war der Wissenschaftsmoderator Ranga Yogeshwar, der für einen ARD-Bericht mit Hilfe der Effektoren ein Düsseldorfer Hochhaus erklomm, jedoch wegen eines Computerdefekts nicht mehr in der Lage war, die letzten Meter zu bewältigen. Auch der ORF und die BBC berichteten über das neu entwickelte Klettergerät. Die BBC ließ den Gekkomat von einem Stuntman an einer 20 Meter hohen Glaswand testen.